# Toni Vilander
Toni Markus Vilander, född 25 juli 1980 i Kankanpää, är en finländsk racerförare.

## Racingkarriär
Vilander är mest känd som en nära vän till Kimi Räikkönen, men är själv en professionell racerförare med fina meriter. Vilander kom femma i Formula Renault 2.0 Italia 2002 och sedan trea 2003. Därefter satsade han på formel 3, där han vann Italienska F3-mästerskapet 2004. 
Vilander fortsatte i det italienska formel 3000-mästerskapet, där han slutade fyra 2005. Han blev även italiensk GT2-mästare, vilket gav honom chansen att bli GT-förare på heltid när formelbilskarriären stannat av. Elaka tungor sade att det var Räikkönen som ordnade jobbet till Vilander i ett av Ferraris viktiga stall i FIA GT, men Vilander var med och vann det inofficiella världsmästerskapet för GT-bilar både 2007 och 2008 och visade därmed sin förarskicklighet.
2010 kör Vilander i Le Mans Series i en Ferrari 430 GT i GT2-klassen tillsammans med Giancarlo Fisichella och Jean Alesi.